# يتيم

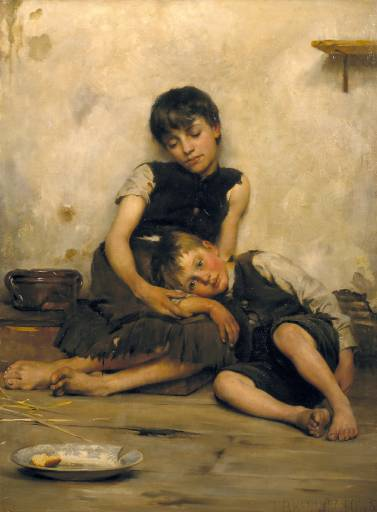
لوحة اليتيم لتوماس كيننجتون

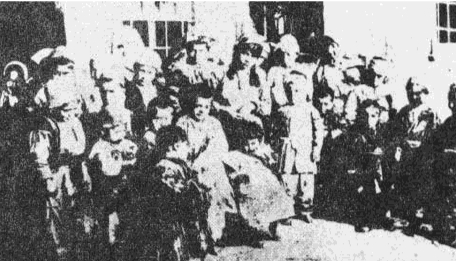
يتامى أرزنجان

اليتيم هو من مات عنه أبوه وهو صغير لم يبلغ الحلم؛ أي قبل البلوغ. ويستمر وصفه باليتم حتى يبلغ، لقول النبي محمد: «لا يُتْمَ بعد احتلام.»
وهناك اللطيم وهو الذي فقد كلا الوالدين.
وكل لطيم يتيم إن كان ذلك قبل البلوغ، وليس كل يتيم لطيماً لأن اليتيم هو من مات عنه الأب قبل البلوغ واللطيم من مات عنه الوالدان.
وأما اليُتْمِ في اللغة فله عدة معانٍ منها: الفقد والإعياء والإبطاء.

## إحصاءات
| القارة                                 | عدد الأيتام بالألف | نسبة عدد الأيتام إلى عدد الأطفال |
| -------------------------------------- | ------------------ | -------------------------------- |
| أفريقيا                                | 34,294             | 11.9%                            |
| آسيا                                   | 65,504             | 6.5%                             |
| أمريكا اللاتينية ومنطقة البحر الكاريبي | 8,166              | 6.4%                             |
| المجموع                                | 107.964            | 6.7%                             |

## في الإسلام
لقد أوصى الإسلام برعاية اليتيم. وكفالة اليتيم من الأعمال الطيبة التي تقدسها الشرائع السماوية وتقدرها المجتمعات في مختلف الأزمان. وأولى الإسلام اليتيم أشد الاهتمام وعظم مكافأة الإحسان له. وذكر لفظ اليتيم في القرآن ثلاثًا وعشرين مرة وفيما يأتي نقدم سردًا لأهم النصوص القرآنية والأحاديث النبوية الشريفة التي تحث على الإحسان إلى اليتيم.

### في القرآن
في سورة البقرة:
- ﴿فِي الدُّنْيَا وَالْآخِرَةِ وَيَسْأَلُونَكَ عَنِ الْيَتَامَى قُلْ إِصْلَاحٌ لَهُمْ خَيْرٌ وَإِنْ تُخَالِطُوهُمْ فَإِخْوَانُكُمْ وَاللَّهُ يَعْلَمُ الْمُفْسِدَ مِنَ الْمُصْلِحِ وَلَوْ شَاءَ اللَّهُ لَأَعْنَتَكُمْ إِنَّ اللَّهَ عَزِيزٌ حَكِيمٌ ۝٢٢٠﴾
- ﴿لَيْسَ الْبِرَّ أَنْ تُوَلُّوا وُجُوهَكُمْ قِبَلَ الْمَشْرِقِ وَالْمَغْرِبِ وَلَكِنَّ الْبِرَّ مَنْ آمَنَ بِاللَّهِ وَالْيَوْمِ الْآخِرِ وَالْمَلَائِكَةِ وَالْكِتَابِ وَالنَّبِيِّينَ وَآتَى الْمَالَ عَلَى حُبِّهِ ذَوِي الْقُرْبَى وَالْيَتَامَى وَالْمَسَاكِينَ وَابْنَ السَّبِيلِ وَالسَّائِلِينَ وَفِي الرِّقَابِ وَأَقَامَ الصَّلَاةَ وَآتَى الزَّكَاةَ وَالْمُوفُونَ بِعَهْدِهِمْ إِذَا عَاهَدُوا وَالصَّابِرِينَ فِي الْبَأْسَاءِ وَالضَّرَّاءِ وَحِينَ الْبَأْسِ أُولَئِكَ الَّذِينَ صَدَقُوا وَأُولَئِكَ هُمُ الْمُتَّقُونَ ۝١٧٧﴾
- ﴿يَسْأَلُونَكَ مَاذَا يُنْفِقُونَ قُلْ مَا أَنْفَقْتُمْ مِنْ خَيْرٍ فَلِلْوَالِدَيْنِ وَالْأَقْرَبِينَ وَالْيَتَامَى وَالْمَسَاكِينِ وَابْنِ السَّبِيلِ وَمَا تَفْعَلُوا مِنْ خَيْرٍ فَإِنَّ اللَّهَ بِهِ عَلِيمٌ ۝٢١٥﴾ [البقرة:215]

وفي سورة النساء:
- ﴿وَيَسْتَفْتُونَكَ فِي النِّسَاءِ قُلِ اللَّهُ يُفْتِيكُمْ فِيهِنَّ وَمَا يُتْلَى عَلَيْكُمْ فِي الْكِتَابِ فِي يَتَامَى النِّسَاءِ اللَّاتِي لَا تُؤْتُونَهُنَّ مَا كُتِبَ لَهُنَّ وَتَرْغَبُونَ أَنْ تَنْكِحُوهُنَّ وَالْمُسْتَضْعَفِينَ مِنَ الْوِلْدَانِ وَأَنْ تَقُومُوا لِلْيَتَامَى بِالْقِسْطِ وَمَا تَفْعَلُوا مِنْ خَيْرٍ فَإِنَّ اللَّهَ كَانَ بِهِ عَلِيمًا ۝١٢٧﴾
- ﴿وَاعْبُدُوا اللَّهَ وَلَا تُشْرِكُوا بِهِ شَيْئًا وَبِالْوَالِدَيْنِ إِحْسَانًا وَبِذِي الْقُرْبَى وَالْيَتَامَى وَالْمَسَاكِينِ وَالْجَارِ ذِي الْقُرْبَى وَالْجَارِ الْجُنُبِ وَالصَّاحِبِ بِالْجَنْبِ وَابْنِ السَّبِيلِ وَمَا مَلَكَتْ أَيْمَانُكُمْ إِنَّ اللَّهَ لَا يُحِبُّ مَنْ كَانَ مُخْتَالًا فَخُورًا ۝٣٦﴾ [النساء:36]

وفي سورة الإنسان:
- ﴿وَيُطْعِمُونَ الطَّعَامَ عَلَى حُبِّهِ مِسْكِينًا وَيَتِيمًا وَأَسِيرًا ۝٨﴾ [الإنسان:8]

وفي سورة الضحى:
- ﴿فَأَمَّا الْيَتِيمَ فَلَا تَقْهَرْ ۝٩﴾ [الضحى:9]

كما وقد حذر الله المؤمنين من أن يقربوا مال اليتيم إلا بالتي هي أحسن حتى يبلغ أشده، كما جاء في سورة الأنعام:
- ﴿وَلَا تَقْرَبُوا مَالَ الْيَتِيمِ إِلَّا بِالَّتِي هِيَ أَحْسَنُ حَتَّى يَبْلُغَ أَشُدَّهُ وَأَوْفُوا الْكَيْلَ وَالْمِيزَانَ بِالْقِسْطِ لَا نُكَلِّفُ نَفْسًا إِلَّا وُسْعَهَا وَإِذَا قُلْتُمْ فَاعْدِلُوا وَلَوْ كَانَ ذَا قُرْبَى وَبِعَهْدِ اللَّهِ أَوْفُوا ذَلِكُمْ وَصَّاكُمْ بِهِ لَعَلَّكُمْ تَذَكَّرُونَ ۝١٥٢﴾ [الأنعام:152]

وفي سورة الإسراء:
- ﴿وَلَا تَقْرَبُوا مَالَ الْيَتِيمِ إِلَّا بِالَّتِي هِيَ أَحْسَنُ حَتَّى يَبْلُغَ أَشُدَّهُ وَأَوْفُوا بِالْعَهْدِ إِنَّ الْعَهْدَ كَانَ مَسْئُولًا ۝٣٤﴾ [الإسراء:34]

### في السنة النبوية
- عن سهل بن سعد قال: قال رسول الله ﷺ:«أنا وكافل اليتيم في الجنة كهاتين وأشار بالسبابة والوسطى» رواه البخاري قال الحافظ ابن حجر في شرح الحديث: [قال ابن بطال: حق على من سمع هذا الحديث أن يعمل به ليكون رفيق النبي في الجنة ولا منزلة في الآخرة أفضل من ذلك] ثم قال الحافظ ابن حجر: وفيه إشارة إلى أن بين درجة النبي، وكافل اليتيم قدر تفاوت ما بين السبابة والوسطى. وقال الحافظ أيضاً: قال شيخنا في شرح الترمذي: لعل الحكمة في كون كافل اليتيم يشبه في دخول الجنة، أو شبهت منزلته في الجنة بالقرب من النبي، أو منزلة النبي لكون النبي شأنه أن يبعث إلى قوم لا يعقلون أمر دينهم فيكون كافلاً لهم ومعلماً ومرشداً، وكذلك كافل اليتيم يقوم بكفالة من لا يعقل أمر دينه بل، ولا دنياه، ويرشده، ويعلمه، ويحسن أدبه فظهرت مناسبة ذلك.
- عن أبي هريرة عن النبي ﷺ قال: «الساعي على الأرملة والمسكين كالمجاهد في سبيل الله وأحسبه قال: وكالقائم الذي لا يفتر وكالصائم لا يفطر» رواه البخاري ومسلم.
- عن أبي هريرة قال، قال رسول الله ﷺ: «اليتيم له أو لغيره أنا وهو كهاتين في الجنة» رواه مسلم.
- عن أبو هريرة قال: «أنَّ رجلًا شكَا إلى النبيِّ صلَّى اللهُ عليهِ وسلَّمَ قَسْوَةَ قلبِهِ فقال : إنْ أَحْبَبْتَ أنْ يلينَ قلبُكَ فَامْسَحْ رَأْسَ اليَتِيمِ، وأَطْعِمِ المَسَاكينَ.» إسناده جيد كأنه غير محفوظ عن حماد وروي مرسلا وهو أشبه.
- عن النبي ﷺ أنه قال «وضع يده على رأس يتيم رحمة، كتب الله له بكل شعرة مدت على يده حسنة» رواه الإمام أحمد
- عن أبي أمامة الباهلي أن رسول الله ﷺ قال: «مسح رأس يتيم لم يمسحه إلا لله كان له بكل شعرة مرت عليها يده حسنات، ومن أحسن إلى يتيمة أو يتيم عنده كنت أنا وهو في الجنة كهاتين، وفرَّق بين أصبعيه السبابة والوسطى»
- عن أبي سعيد الخدري قال رسول الله ﷺ «هذا المال خضرة حلوة ونعم صاحب المسلم هو لمن أعطى منه اليتيم والمسكين وابن السبيل» رواه الإمام أحمد
- قال علي بن أبي طالب «أعينوا الضعيف والمظلوم والغارمين وفي سبيل الله وابن السبيل والسائلين وفي الرقاب، وارحموا الأرملة واليتيم»
- كان من جملة ما أوصى به علي بن أبي طالب : " بسم الله الرحمن الرحيم هذا ما أوصى به علي بن أبي طالب...... الله الله في الأيتام فلا تعفو أفواههم ولا يضيعن بحضرتكم"

## حقوق اليتيم

### حرمة المال
يقول تعالى: ﴿وَآتُوا الْيَتَامَى أَمْوَالَهُمْ وَلَا تَتَبَدَّلُوا الْخَبِيثَ بِالطَّيِّبِ وَلَا تَأْكُلُوا أَمْوَالَهُمْ إِلَى أَمْوَالِكُمْ إِنَّهُ كَانَ حُوبًا كَبِيرًا ۝٢﴾ ويقول تعالى: ﴿إِنَّ الَّذِينَ يَأْكُلُونَ أَمْوَالَ الْيَتَامَى ظُلْمًا إِنَّمَا يَأْكُلُونَ فِي بُطُونِهِمْ نَارًا وَسَيَصْلَوْنَ سَعِيرًا ۝١٠﴾ [النساء:10]

### حرمة القهر
القهر هو الغلبة مع عدم القدرة على الانتصار للحق أو الأخذ علي يد المعتدي يقول تعالى: ﴿فَأَمَّا الْيَتِيمَ فَلَا تَقْهَرْ ۝٩﴾ [الضحى:9]

### حق الإكرام
الكرم: هو الإعطاء بسهولة يقول تعالى: ﴿كَلَّا بَلْ لَا تُكْرِمُونَ الْيَتِيمَ ۝١٧﴾ [الفجر:17]

### حرمة الدع (الدفع)
الدع: الدفع بجفاء وعنف يقول تعالى: ﴿أَرَأَيْتَ الَّذِي يُكَذِّبُ بِالدِّينِ ۝١ فَذَلِكَ الَّذِي يَدُعُّ الْيَتِيمَ ۝٢﴾ [الماعون:1–2]

### حق الإطعام
يقول تعالى: ﴿يَتِيمًا ذَا مَقْرَبَةٍ ۝١٥ أَوْ مِسْكِينًا ذَا مَتْرَبَةٍ ۝١٦﴾ [البلد:15–16]

### حق الإيواء
يقول تعالى: ﴿أَلَمْ يَجِدْكَ يَتِيمًا فَآوَى ۝٦﴾ [الضحى:6]

### حق حفظ الميراث حتى بلوغ سن الرشد
يقول تعالى: ﴿وَأَمَّا الْجِدَارُ فَكَانَ لِغُلَامَيْنِ يَتِيمَيْنِ فِي الْمَدِينَةِ وَكَانَ تَحْتَهُ كَنْزٌ لَهُمَا وَكَانَ أَبُوهُمَا صَالِحًا فَأَرَادَ رَبُّكَ أَنْ يَبْلُغَا أَشُدَّهُمَا وَيَسْتَخْرِجَا كَنْزَهُمَا رَحْمَةً مِنْ رَبِّكَ وَمَا فَعَلْتُهُ عَنْ أَمْرِي ذَلِكَ تَأْوِيلُ مَا لَمْ تَسْطِعْ عَلَيْهِ صَبْرًا ۝٨٢﴾ [الكهف:82]

### حق الإحسان
الإحسان: الإحسان أن يعطي أكثر مما عليه ويأخذ أقل ماله فتحري العدل واجب وتحري الإحسان ثواب وتطوع يقول تعالى: ﴿وَإِذْ أَخَذْنَا مِيثَاقَ بَنِي إِسْرَائِيلَ لَا تَعْبُدُونَ إِلَّا اللَّهَ وَبِالْوَالِدَيْنِ إِحْسَانًا وَذِي الْقُرْبَى وَالْيَتَامَى وَالْمَسَاكِينِ وَقُولُوا لِلنَّاسِ حُسْنًا وَأَقِيمُوا الصَّلَاةَ وَآتُوا الزَّكَاةَ ثُمَّ تَوَلَّيْتُمْ إِلَّا قَلِيلًا مِنْكُمْ وَأَنْتُمْ مُعْرِضُونَ ۝٨٣﴾ [البقرة:83]

### حق القسط
هو العدل والقسط لضم القاف هو الجور يقول تعالى: ﴿وَيَسْتَفْتُونَكَ فِي النِّسَاءِ قُلِ اللَّهُ يُفْتِيكُمْ فِيهِنَّ وَمَا يُتْلَى عَلَيْكُمْ فِي الْكِتَابِ فِي يَتَامَى النِّسَاءِ اللَّاتِي لَا تُؤْتُونَهُنَّ مَا كُتِبَ لَهُنَّ وَتَرْغَبُونَ أَنْ تَنْكِحُوهُنَّ وَالْمُسْتَضْعَفِينَ مِنَ الْوِلْدَانِ وَأَنْ تَقُومُوا لِلْيَتَامَى بِالْقِسْطِ وَمَا تَفْعَلُوا مِنْ خَيْرٍ فَإِنَّ اللَّهَ كَانَ بِهِ عَلِيمًا ۝١٢٧﴾ [النساء:127]

### الحق في الفيء
الفيء: لغة الرجوع وعند الفقهاء: هو ما يحل أخذه من أموال الكفار بلا قتال يقول تعالى: ﴿مَا أَفَاءَ اللَّهُ عَلَى رَسُولِهِ مِنْ أَهْلِ الْقُرَى فَلِلَّهِ وَلِلرَّسُولِ وَلِذِي الْقُرْبَى وَالْيَتَامَى وَالْمَسَاكِينِ وَابْنِ السَّبِيلِ كَيْ لَا يَكُونَ دُولَةً بَيْنَ الْأَغْنِيَاءِ مِنْكُمْ وَمَا آتَاكُمُ الرَّسُولُ فَخُذُوهُ وَمَا نَهَاكُمْ عَنْهُ فَانْتَهُوا وَاتَّقُوا اللَّهَ إِنَّ اللَّهَ شَدِيدُ الْعِقَابِ ۝٧﴾ [الحشر:7]

## أعلام كانوا أيتاماً
- النبي محمد، وقد نشأ لطيماً يتيم الأبوين.
- الزبير بن العوام صحابي وحواري النبي محمد.
- الصحابي أنس بن مالك.
- الصحابي أبو هريرة.
- الصحابي عبد الله بن جعفر بن أبي طالب.
- الصحابي زيد بن أرقم.
- محمد بن أبي بكر، وقد توفي أبو بكر وعمر ابنه محمد قرابة ثلاث سنين.
- القاسم بن محمد بن أبي بكر، من كبار التابعين، قُتِل والده عندما كان طفلاً فَكفلته وربته عمته أم المؤمنين عائشة.
- عبدالله بن الحسن، ابن الحسن بن علي بن أبي طالب.
- سفيان الثوري.
- الإمام مالك بن أنس، صاحب المذهب المالكي.
- الإمام أحمد بن حنبل، صاحب المذهب الحنبلي.
- الإمام الشافعي، صاحب المذهب الشافعي.
- الإمام البخاري، من أبرز علماء الحديث.
- الإمام أبو حامد الغزالي.
- الإمام ابن حجر العسقلاني.
- الإمام ابن الجوزي.
- الإمام جلال الدين السيوطي.
- المُحدث الأوزاعي.
- عبد الرحمن الداخل، عَلامة وأمير أمويُّ، أسس الدولة الأموية في الأندلس وحكم إسبانيا لمدة 33 سنة.
- طارق بن زياد، فاتح الأندلُس.
- عماد الدين زنكي.
- الظاهر بيبرس.
- ابن باز عالم من علماء العصر الحديث.
- عبد الرحمن السعدي.
- أحمد ياسين من أبرز مقاومي ومجاهدي الصهيونية في فلسطين.
- الشاعر أبو الطيب المتنبي.
- الشاعر حافظ إبراهيم.
- الفنان ليوناردو دافينشي.
- الفيلسوف الصيني كونفوشيوس.
- جنكيز خان.
- أبراهام لينكون.
- الملك إدريس.
- نيرون.
- أدولف هتلر.
- جوزيف ستالين.
- جمال عبد الناصر.
- لويس الرابع عشر.
- لينين.
- غاندي.
- الملكة فيكتوريا.
- سيمون بوليفار
- نيلسون مانديلا.
- مصطفى كمال أتاتورك.
- جورج واشنطن.

## مناسبات
يحتفل بيوم اليتيم في مصر في أوَّل جمعة من شهر أبريل وذلك منذ عام 2004.

## وصلات خارجية
- المؤسسة الخيرية الملكية في مملكة البحرين
- منظمة كفالة ورعاية الأيتام السودانية